# Ciągła integracja
Ciągła integracja (ang. continuous integration) – praktyka stosowana w trakcie rozwoju oprogramowania, polegająca na częstym, regularnym włączaniu (integracji) bieżących zmian w kodzie do głównego repozytorium i każdorazowej weryfikacji zmian, poprzez zbudowanie projektu (jeśli jest taka potrzeba) oraz wykonanie testów jednostkowych. W praktyce, zaleca się, by każdy członek zespołu programistycznego przynajmniej raz dziennie umieścił wykonaną przez siebie pracę w repozytorium.
Prawidłowo przeprowadzana ciągła integracja powinna prowadzić do:
- zmniejszenia kosztów i ilości pracy niezbędnej do łączenia prac wykonanych przez różne osoby,
- uniknięcia powtórzeń,
- wcześniejszego wykrywania błędów.[3]